# Periaman brevifrons
Periaman brevifrons är en insektsart som beskrevs av William D. Funkhouser. Periaman brevifrons ingår i släktet Periaman och familjen hornstritar. Inga underarter finns listade i Catalogue of Life.